# 陸罩
陸罩，字洞元，吴郡吴县（今江苏省苏州市）人，南北朝南梁官员。
陸罩是陸徽的曾孙，陸杲的儿子。年少时好学，读书很多，善写文章。萧纲担任晋安王时，他为记室参军，撰写萧纲文集序。萧纲被立为太子后，陸罩升任太子中庶子，掌任管记，礼遇甚厚。大同七年（541年），因母年老求离职，公卿以下在征虏亭饯行，皇太子萧纲赐黄金五十斤，时人比他为疏广。母亲去世后，他官至光禄卿。萧纲在雍州时，撰写《法宝联璧》，陸罩与大家一起参与摘抄分类编撰几年。中大通六年（534年）书成，命湘东王萧绎为序。其作者有侍中、国子祭酒、南兰陵萧子显等三十人，把此书与王象、刘邵之《皇览》相比。